# Велика базиліка
Велика базиліка (лат. Basilica maior) — титул, що надано чотирьом найвищим за рангом католицьким храмам:
- Собор Святого Петра
- Латеранська базиліка
- Базиліка Святого Павла за мурами
- Базиліка Санта-Марія-Маджоре

## Рішення Папи Бенедикта XVI
Чотири папські чи великі базиліки були раніше відомі як «патріарші базиліки». Разом з малою базилікою Сан-Лоренцо-фуорі-ле-Мура вони були пов'язані з п'ятьма давніми єпископськими престолами: Латеранська базиліка — Рим, Собор Святого Петра — Константинополь, Базиліка Святого Павла — Александрія (Єгипет), Базиліка Санта-Марія-Маджоре — з Антіохією та Сан Лоренцо фуорі ле Мура — з Єрусалимом.
Після відмови від титулу Патріарха Заходу, Папа Бенедикт XVI перейменував ці базиліки з «патріархальних базилік» у «папські базиліки». До Папи Бенедикта XVI титул «патріархальні» (тепер — «папські») був офіційно наданий двом церквам, що були пов'язані зі Святим Франциском Ассізьким та які розташовані поруч з його рідним містом:
- Базиліка Сан-Франческо в Ассізі
- Папська базиліка Санта Марія дельї Анджелі